# Посёлок имени Куйбышева
им. Куйбышева — посёлок в Рыльском районе Курской области. Входит в состав Малогнеушевского сельсовета.

## География
Посёлок находится на реке Сейм и ее притоке Веть, в 105 км западнее Курска, в 8 км к юго-востоку от районного центра — города Рыльск, в 3,5 км от центра сельсовета  — Малогнеушево.
Улицы
В посёлке улицы: 1 Мая, 40 лет Октября, 50 лет Октября, Железнодорожная, Лесная, Мира, Набережная, Садовая, Советская.
Климат
Посёлок им. Куйбышева, как и весь район, расположен в поясе умеренно континентального климата с тёплым летом и относительно тёплой зимой (Dfb в классификации Кёппена).
| Показатель                                                                   | Янв. | Фев. | Март | Апр. | Май  | Июнь | Июль | Авг. | Сен. | Окт. | Нояб. | Дек. | Год  |
| ---------------------------------------------------------------------------- | ---- | ---- | ---- | ---- | ---- | ---- | ---- | ---- | ---- | ---- | ----- | ---- | ---- |
| Средний суточный максимум, °C                                                | −3,6 | −2,5 | 3,5  | 13,4 | 19,6 | 22,8 | 25,2 | 24,6 | 18,4 | 10,9 | 3,8   | −0,8 | 11,3 |
| Средняя температура, °C                                                      | −5,6 | −5,1 | −0,2 | 8,5  | 14,9 | 18,5 | 20,9 | 20   | 14,2 | 7,5  | 1,6   | −2,7 | 7,7  |
| Средний суточный минимум, °C                                                 | −8,1 | −8,3 | −4,3 | 3    | 9,2  | 13,1 | 15,9 | 14,9 | 9,9  | 4,1  | −0,7  | −4,9 | 3,6  |
| Норма осадков, мм                                                            | 50   | 44   | 48   | 49   | 64   | 70   | 81   | 51   | 57   | 55   | 48    | 49   | 666  |
| Источник: Погода по месяцам c ru.climate-data.org(дата обращения: Июнь 2021) |      |      |      |      |      |      |      |      |      |      |       |      |      |

## Население
| 2002 | 2010 |
| ---- | ---- |
| 956  | ↘894 |

## Инфраструктура
Личное подсобное хозяйство. Пляж. Общеобразовательная школа. Отделение почтовой связи № 307344. Центральная библиотека им. Куйбышева. Детский сад. Стадион посёлка им. Куйбышева. Коммунальная служба. Церковь Успения Пресвятой Богородицы. Успенское кладбище. В посёлке 194 дома.

## Транспорт
Посёлок им. Куйбышева находится в 3,5 км от автодороги регионального значения 38К-030 (Рыльск — Коренево — Суджа), на автодороге межмуниципального значения 38Н-566 (38К-030 — Малогнеушево — п. им. Куйбышева — Семеново с подъездом к Износково), в непосредственной близости от ближайшей ж/д станции Сеймская (линия 16 км — Сеймская).
В 161 км от аэропорта имени В. Г. Шухова (недалеко от Белгорода).